# Seznam norveških zgodovinarjev
'Seznam norveških zgodovinarjev.

## A
- Jacob Aall
- Jon Gunnar Arntzen

## D
- Ludvig Kristensen Daa

## K
- Halvdan Koht

## L
- Odd Lindbäck-Larsen

## M
- Peter Andreas Munch

## S
- Ernst Sars